# Croce commemorativa per le operazioni militari in Somalia
La Croce commemorativa per le operazioni in Somalia del 1992-1993 fu istituita come riconoscimento dell'impegno dei militari italiani durante la missione in Somalia, in ambito ONU, nel tentativo di fermare la guerra civile che affliggeva, e in parte affligge oggi, il Paese,  attenuare le conseguenze della carestia imperversante in quel periodo nonché per ristabilire l'ordine costituito e il governo legittimo.
È stata consegnata a tutti coloro che hanno prestato servizio nel periodo previsto dal Decreto istitutivo, compresi coloro che non hanno terminato il "turno" perché feriti gravemente, come l'ora tenente colonnello Gianfranco Paglia (all'epoca sottotenente, MOVM), rimasto paralizzato durante gli scontri noti come battaglia del pastificio, o caduti durante la missione, come il sottotenente Andrea Millevoi, il caporale paracadutista Pasquale Baccaro o il sergente maggiore incursore paracadutista Stefano Paolicchi, tutti deceduti nella stessa battaglia del check point "Pasta" e insigniti di MOVM am.